# 章毓蘭
章毓蘭（？—？）字效高，浙江富阳常绿镇大章村人，中华民国学者、政治人物。

## 生平
清朝光绪二十八年（1902年），章毓兰获官费赴日本留学，入东京高等师范学校，和韩永康、许寿裳为同学。归国后，光緒三十四年他获得游學畢業進士。后来，他曾任清华大学教授，山东省政府秘书。